# Mikan
Mikan (títol original en japonès, みかん・絵日記) és una sèrie de manga escrita i il·lustrada per Miwa Abiko. Va aparèixer a la revista LaLa de Hakusensha des de juny de 1988 fins a gener de 1995.
Entre el 16 d'octubre de 1992 i el 18 de juny de 1993 es va emetre un anime de televisió basat lliurement en el manga. Va ser produït per Nippon Animation i es va emetre a TBS. Es va doblar al català i es va emetre al Club Super3 (TV3) a partir del 27 de maig de 1995.